# Willy Wolf
Pour les articles homonymes, voir Wolf.
Willy Wolf, né le 8 décembre 1897 à Łódź, et mort le 31 mai 1925 à Nantes, est un acrobate polonais, connu pour avoir tenté un plongeon de 53 mètres du haut du pont transbordeur de Nantes (aujourd'hui détruit). Alors qu'il se surnommait lui-même « L'homme qui va mourir », sa chute mortelle spectaculaire devant un public de milliers de Nantais a marqué l'histoire de la ville, le faisant rentrer dans la culture nantaise.

## Biographie
Willy Wolf (parfois surnommé Wladislaw Kubera) est le fils d'un couple polonais, Ernest Wolf et Catherine Gross. Né le 8 décembre 1897 à Łódź, il émigre en France après avoir fait ses débuts dans les cirques en Allemagne. Pendant la Première Guerre mondiale, il combat sur le front français dans la légion polonaise. Il s'installe à Nantes à l’âge de 26 ans, où il se fait embaucher comme ajusteur à l’usine des Batignolles. Casse-cou et amateur de sensations fortes, il est aussi trapéziste et acrobate de haut vol, et s'autoproclame « champion du monde de plongeon ».
Le 14 février 1925, Le Phare de la Loire annonce qu'il doit plonger du pont transbordeur de Nantes dans la Loire le 1er mars mais la mairie lui refuse l'autorisation.

## Sauts

### Pont transbordeur de Rouen
Le Journal de Rouen annonce qu'il doit s'élancer en parachute du pont transbordeur de Rouen. Il effectue finalement un plongeon remarquable le 29 mars 1925, d'une hauteur de 55 mètres, après avoir effectué quelques figures sur un trapèze. Des films tournés par différents opérateurs sont projetés dans les cinémas de Rouen les jours suivants.
Il annonce qu'il doit réaliser « un autre genre d'exercices non moins remarquables » le 26 avril mais se contente uniquement de quelques figures de trapèze après avoir vendu des cartes postales à son effigie pendant 3 heures. Hué par la foule, il ne se représente pas le 3 mai comme prévu.

### Pont transbordeur de Nantes
Considéré par certains comme un « avant-gardiste de l'auto-promo », Willy Wolf vit en partie grâce à la vente de cartes postales le représentant en tenue d'acrobate, qu'il vend à des passants. Il se crée un personnage, en maillot noir avec une tête de mort, et distribue ses cartes avec le slogan « Achetez l’homme qui va mourir ! ». Il donne rendez-vous aux Nantais au pont transbordeur pour reproduire son exploit précédent à Rouen, le 31 mai 1925. Paul Bellamy, président du conseil municipal de Nantes, refuse d'autoriser l'évènement, s'inquiétant vivement de la dangerosité de la cascade.
La stratégie publicitaire de Willy Wolf ayant payé, environ vingt mille Nantais se réunissent sur les quais du port de Nantes pour observer l'acrobate, « L'homme qui va mourir », qui grimpe les haubans du pont transbordeur devant les caméras de la Gaumont. Vers 17 h, il plonge du haut du tablier du pont. Il disparaît dans la Loire,.
Son corps sera retrouvé six jours plus tard, par un pêcheur, sur une rive de la commune du Pellerin,.

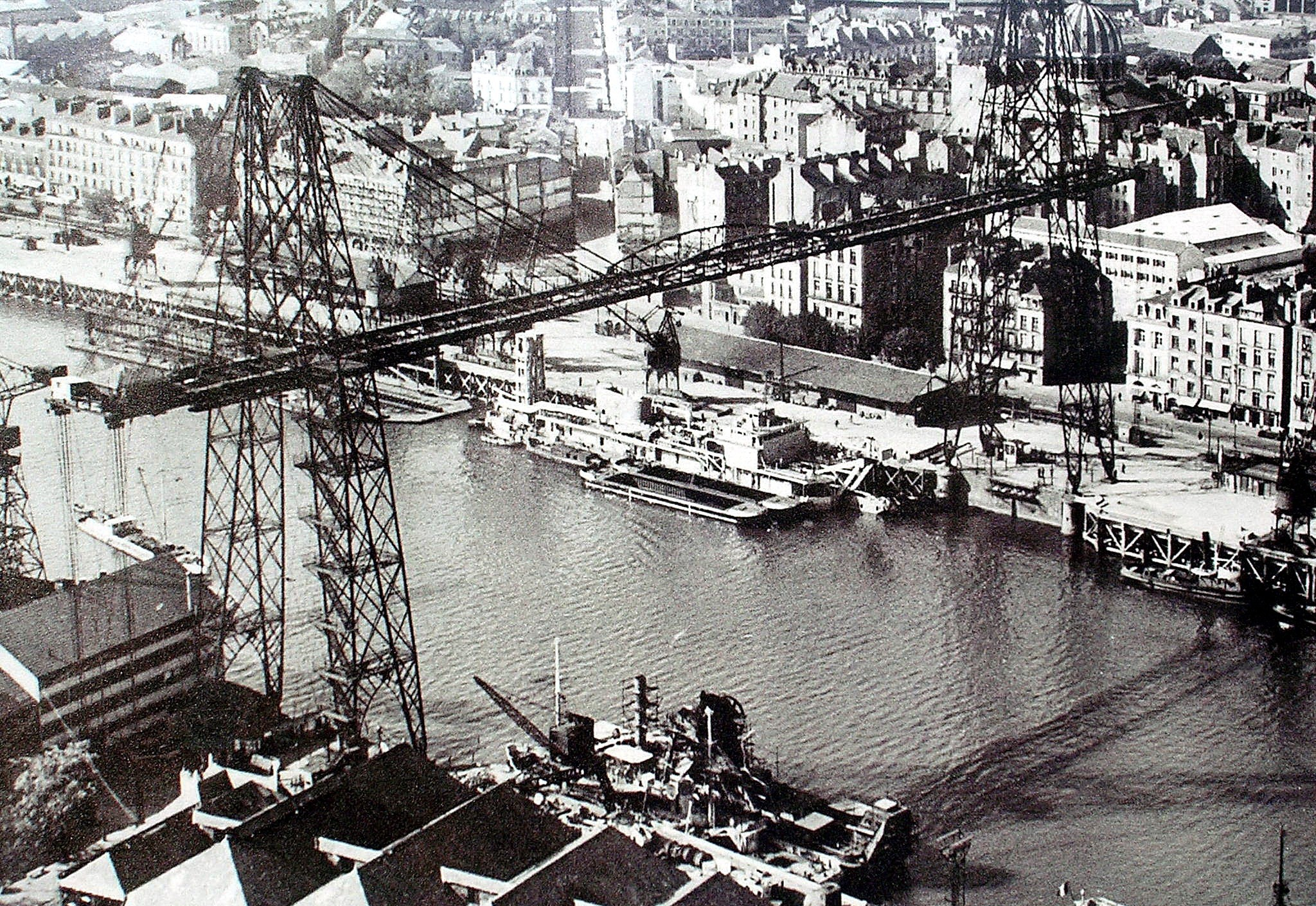
Le pont transbordeur sera mis hors service 28 ans plus tard, en 1953, puis démantelé à partir en 1958.

## Postérité
L'évènement, très médiatisé à son époque (Le Petit Journal illustré en fera même sa couverture), est rentré dans la culture de la ville de Nantes, comme anecdote « obscure » souvent référencée. Les cartes postales vendues à l'époque par Willy Wolf sont aujourd'hui devenues des pièces de collections très recherchées.

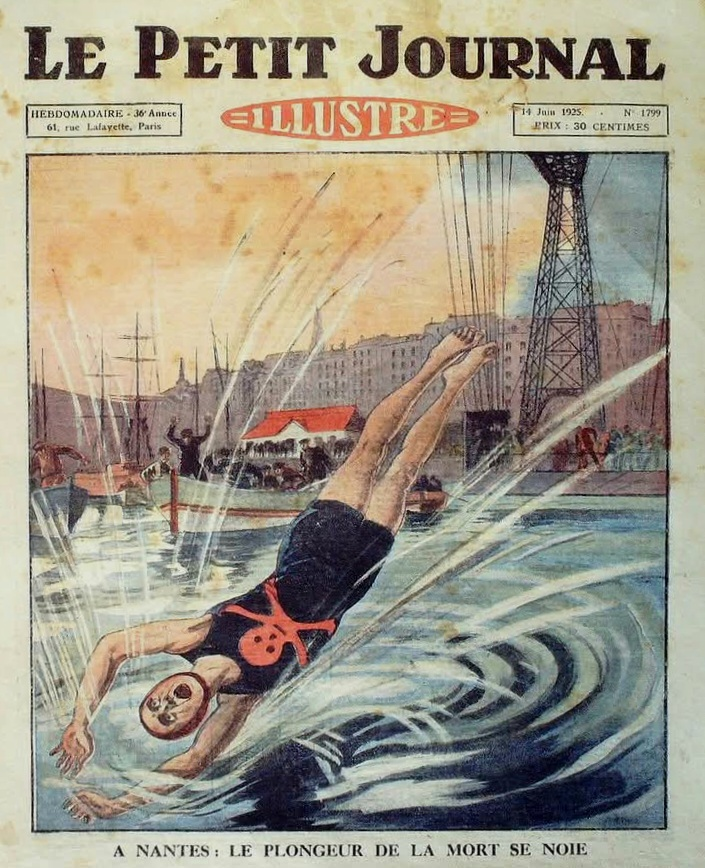
Le petit Journal, couverture de l'édition du 14 juin 1925 relatant l'accident.

Inspirant les enseignes de certains bars, le collectif La Contrebande en fera une pièce de théâtre, Willy Wolf, pendant de nombreuses dates en France. Il est immortalisé dans le paysage nantais par se présence en dessin sur la fresque du Le Mur tombé du ciel de la compagnie Royal de luxe, située place Alexis-Ricordeau

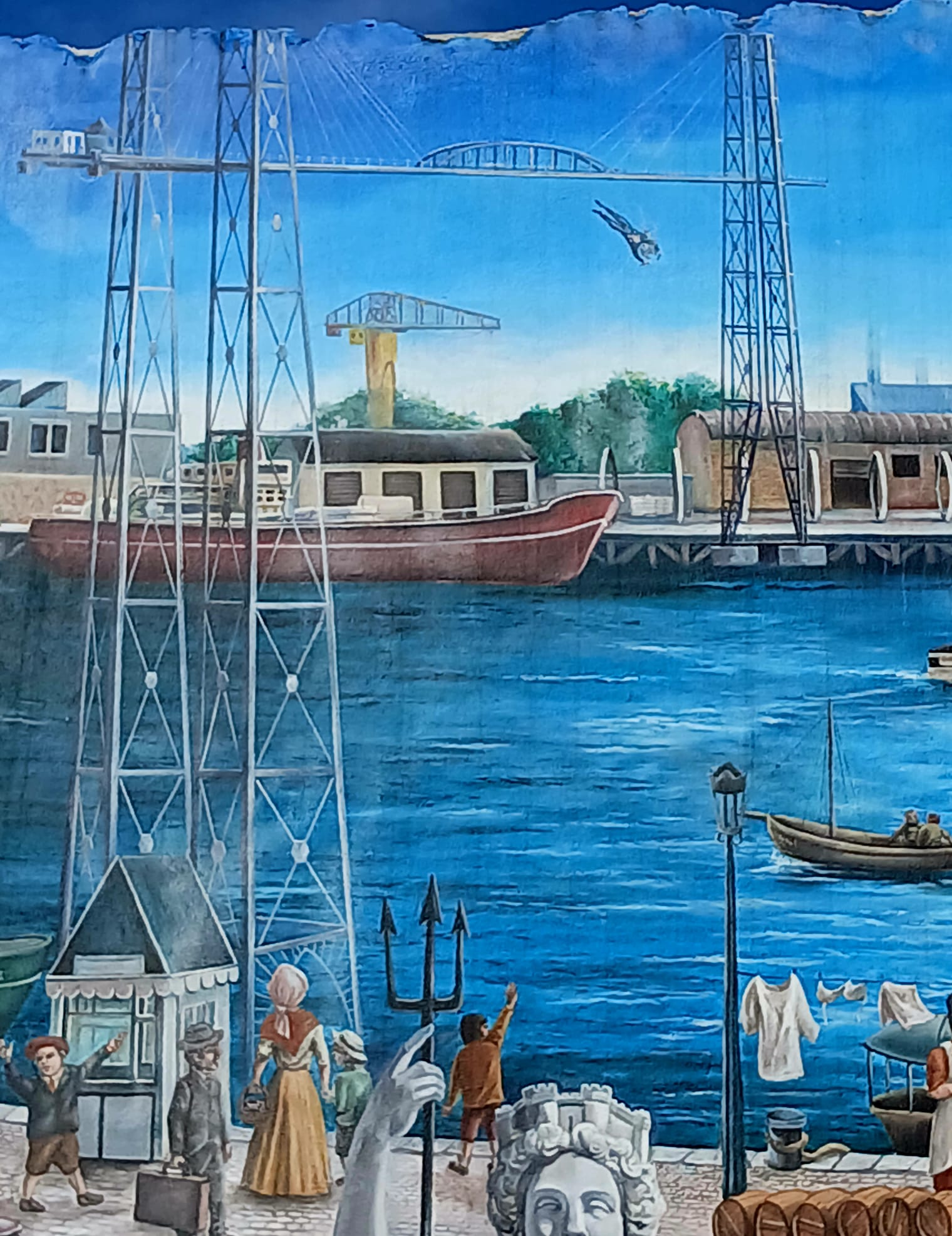
Le Mur tombé du ciel, à Nantes.
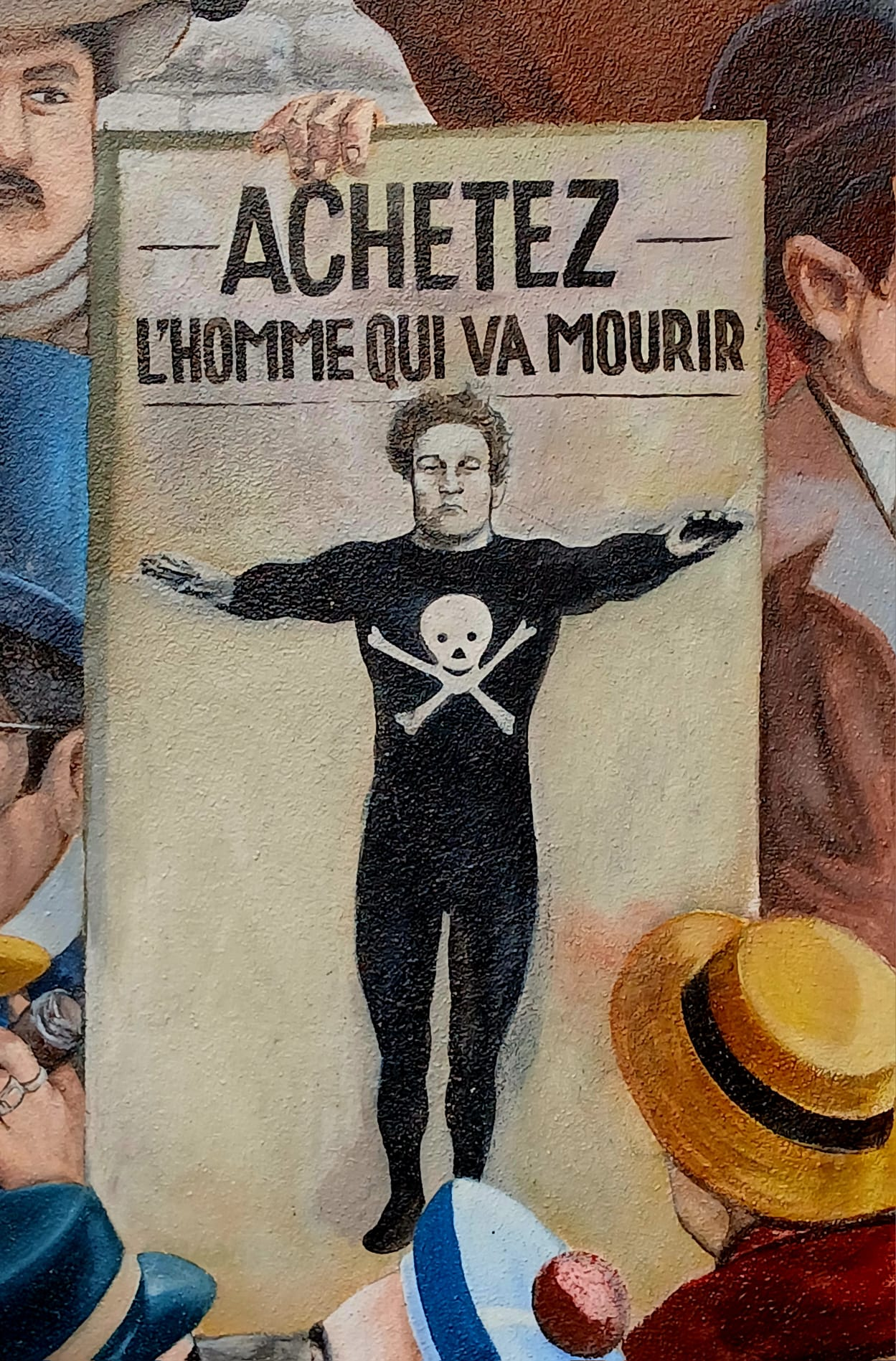
Affiche « Achetez l'homme qui va mourir ».

En 2002, le réalisateur nantais Loïc Gatteau écrit et réalise un court métrage intitulé Achetez l'homme qui va mourir", une évocation imaginée des probables derniers jours de Willy Wolf avant son saut fatal. Produit par Kinêma Production et TV10 Angers, il est présenté en 2003 au Festival Premiers Plans d'Angers dans la section " films d'ici ", diffusé en première partie du film Stupeur et Tremblement d'Alain Corneau, au  Katorza à Nantes en mars 2003, en avril 2003, présenté au 3e Festival du Film Français en Ille-et-Vilaine et diffusé en décembre 2015 en multi diffusions sur Télénantes.